# Колодязне (Рівненський район)
Коло́дязне (до 1940-х років — Вулька Холопківська) — село в Україні, у РІвненському районі Рівненської області. Населення становить 1430 осіб.

## Географія
На південно-східній стороні від села річка Осниця впадає у Случ, праву притоку Горині.
На території с. Колодязне налічується близько двадцяти озер різної величини від 10×5 м до 200×50 м. Найбільша глибина близько 4,5 м. Майже є всі види прісноводних риб (щука, окунь, карась, плотва, краснопірка, верховодка, лин, густера, лящ, йорж та інші). Річка Случ, яка протікає територією села, мілководна. Максимальна глибина найбільшої впадини 3 м. Середня глибина 1,2—1,4 м. Обміління річки зумовлено як природними змінами так і людським фактором (витягування із річок дерев та ін.). Це призвело до повного, або майже повного зникнення таких видів риб як судак, усач (марена), сом, йорж-носарь, язь. Від села з обох боків по довжині на відстані 1 км знаходяться соснові ліси, у яких ростуть майже всі види грибів та лісових ягід.

## Історія
12 червня 2020 року, відповідно до розпорядження Кабінету Міністрів України № 722-р від «Про визначення адміністративних центрів та затвердження територій територіальних громад Рівненської області», увійшло до складу Березнівської міської громади.
19 липня 2020 року, в результаті адміністративно-територіальної реформи та ліквідації Березнівського району, село увійшло до складу Дубенського району.

## Населення
За переписом населення 2001 року в селі мешкало 1 418 осіб.

### Мова
Розподіл населення за рідною мовою за даними перепису 2001 року:
| Мова       | Відсоток |
| ---------- | -------- |
| українська | 99,86 %  |
| російська  | 0,14 %   |

## Інфраструктура
В селі є школа, будинок культури, храм, а також 5 магазинів.